# The Birthday
Pour les articles homonymes, voir Birthday.
The Birthday est un groupe japonais. de garage rock

## Historique
Le groupe est formé en 2005 par deux anciens membres du groupe Thee Michelle Gun Elephant (TMGE), dont Chiba Yusuke. Bien qu'ayant deux anciens membres de TMGE en son sein, le groupe réussit à créer son propre style musical, axé punk rock, accompagné des paroles fortes de Yusuke.
Le 9 juillet 2008 sort le mini-album sept titres Motel Radio Sixty Six. L'année suivante, en 2009, le groupe prépare un nouvel album, Star Blows annoncé  pour le 17 février 2010. Cette même année, The Birthday enregistre le single Piano, et un autre intitulé Digzero, prévu pour le 13 janvier 2010. L'édition limitée de l'album s'accompagne d'un DVD qui comprend 60 minutes d'extraits de leur concert au Chiba Look, de leur tournée des The Birthday TOUR “Ai de nuritsubuse” '09.
Le 23 juin 2010, le groupe revient avec un nouvel album, Watch Your Blindside. Il contient de nombreuses faces B, des chansons inédites, des enregistrements live, et des singles disponibles uniquement en téléchargement. Chaque chanson de l'album est remasterisée, sortant au format SHM-CD, réparti sur deux CD et accompagné d'un livret de 52 pages.
En mars 2017, le groupe annonce son neuvième album, Nomad, en trois éditions : CD/Blu-ray et CD+DVD limité et CD. Le DVD comprendra leur performance au Izumo Apollo pendant leur tournée Shamuneko no zekkyou TOUR 2016.

## Membres

### Membres actuels
- Chiba Yusuke
- Fujii Kenji
- Kuhara Kazuyuki - batterie
- Hirai Haruki - basse

### Anciens membres
- Akinobu Imai

## Discographie

### Albums studio
- 2006 : Rollers Romantic
- 2007 : Teardrop
- 2008 : Night on Fool
- 2010 : Star Blows
- 2010 : Watch Your Blindside
- 2011 : I'm Just a Dog
- 2012 : Vision
- 2017 : Nomad

### Singles
- Stupid (2006)
- Kiki The Pixy (2006)
- Night Line (2007)
- Alicia (2007)
- Press Factory (2007)
- Namida Ga Koboresou (2008)
- Piano (2009)
- Dig Zero (2010)
- Maddy Cat Blues (2010)
- Nazeka Kyouha (2011)
- ROKA (2012)
- Sayonara Saisyuuheiki (2012)